# Aspivenin

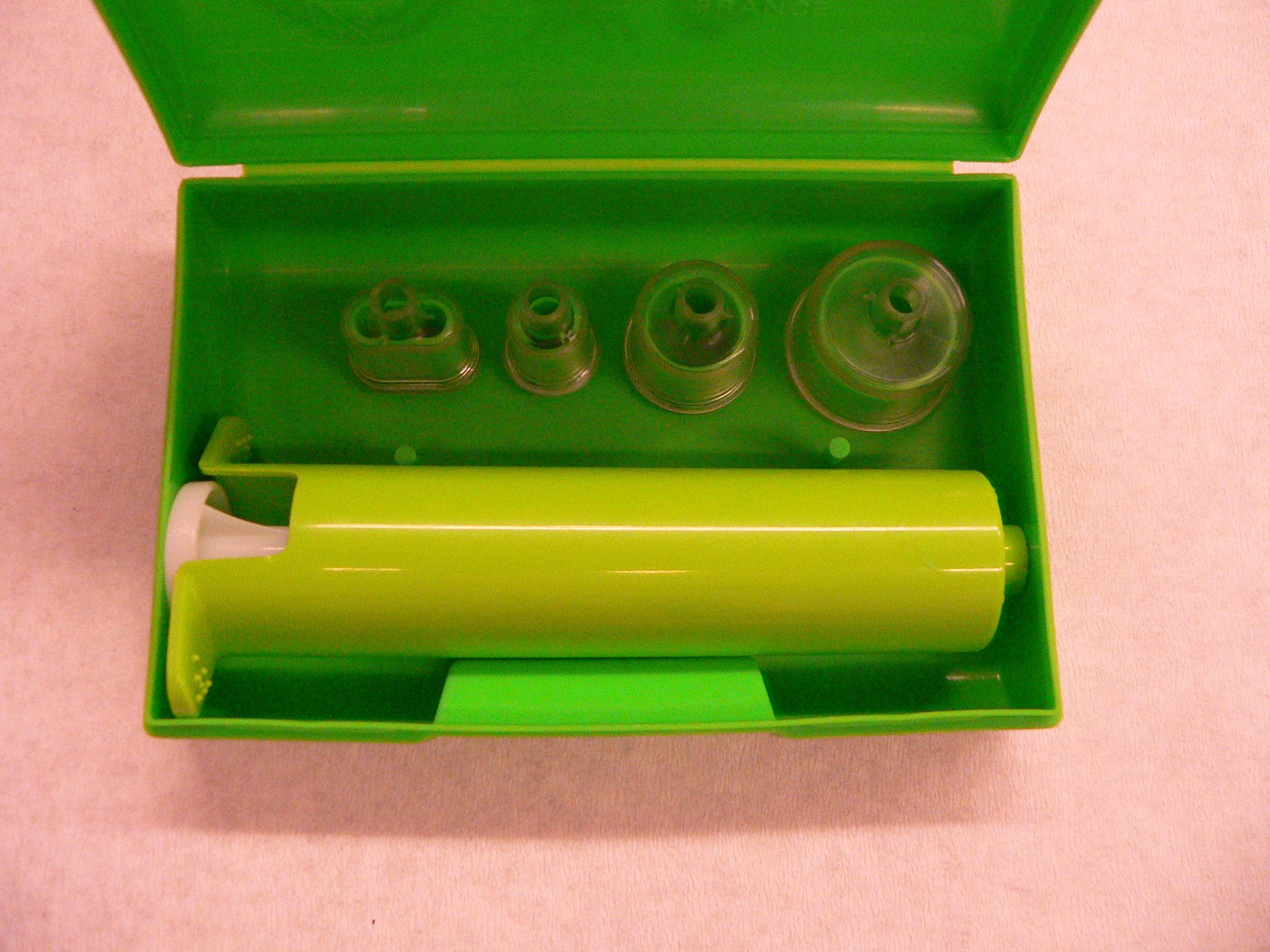
Une pompe à venin et ses différents embouts.

L'aspivenin est un appareil d'aspiration (dispositif médical de classe I) revendiqué comme geste de premier secours dont la fonction est d'aspirer le venin injecté par un animal ou une plante. C'est un appareil qui a été breveté ainsi qu'une marque protégée et déposée en France et à l’international.
Aspivenin a une efficacité avérée pour certaines indications, et controversée pour d'autres.
Pour une morsure de serpent, l'aspiration est fortement déconseillée par la direction générale de la Sécurité civile en France.

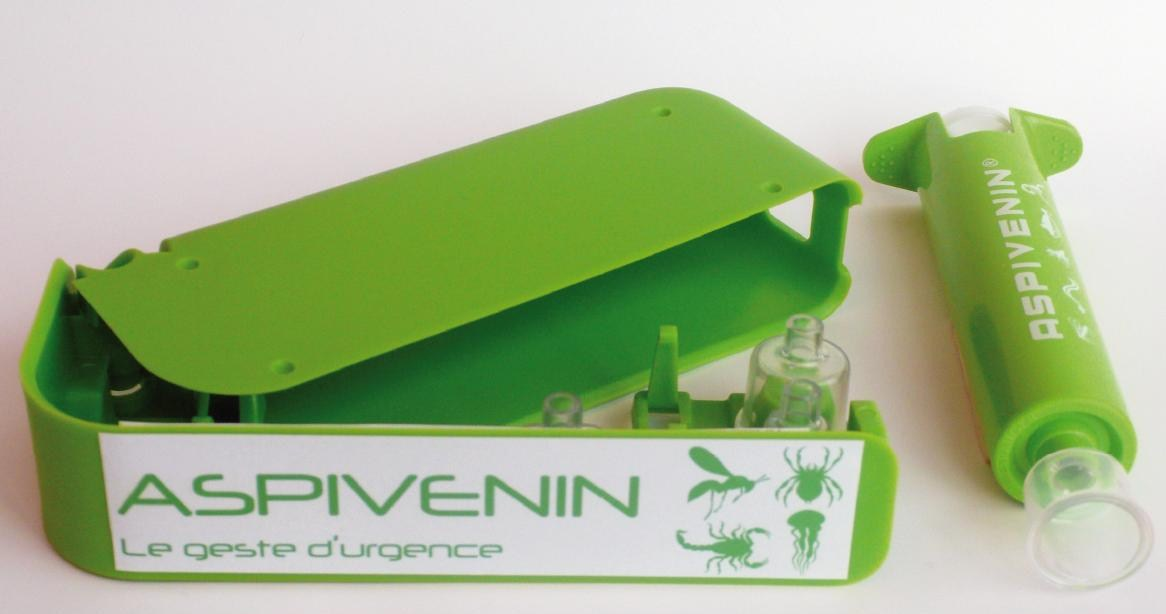
Nouvel Aspivenin.

## Histoire
Le concept de l'Aspivenin est une invention du vingtième siècle imaginée par le français André Emerit et son fils. Ils présentent leur premier modèle au concours Lépine des inventions où l'Aspivenin est récompensé en 1983.

## Description
L'Aspivenin est un appareil composé d'une pompe à vide et de ventouses de dimensions et formes différentes. Le brevet décrit le mécanisme permettant de créer le vide en poussant le piston, rendant l’utilisation à une main possible.
La présentation habituelle est dans une boite contenant la pompe en forme de seringue, deux ventouses rondes de 10 et 22 mm de diamètre et une ventouse ovale.

## Utilisation
L'Aspivenin est utilisé en cas de piqures de guêpes, frelons, abeilles ou autres insectes.
Pour les piqûres de scorpions ainsi que pour aspirer les venins de poissons, de méduses ou de plantes urticantes, tout comme l'utilisation contre les morsures de serpent, l'Aspivenin n'a pas démontré d'efficacité et est même déconseillé. Il augmenterait la vascularisation localement et de fait la circulation du venin dans le sang. Or, c'est le pic plasmatique du venin qui est le danger, il ne dispense donc pas de la conduite à tenir habituellement en cas de morsure de serpent[pas clair].

## Mode d'emploi
Choisir une ventouse qui recouvre totalement la piqure, morsure ou autre blessure envenimée et la placer sur la pompe dont on tire le piston.
Poser sur la peau et repousser le piston, laisser aspirer durant 1 à 3 minutes.

## Efficacité
Selon le type d’animal, elle est variable.
L'efficacité de l'Aspivenin a été revendiquée par plusieurs auteurs, principalement au travers de travaux réalisés dans les années 80 et d'avis d'experts, [source insuffisante],,,, pour :
- les morsures d’araignées ;
- les morsures ou piqûres d’insectes ;
- l’extraction des larves sous-cutanées des Œstres.

Toutefois, des travaux plus récents remettent en question l'efficacité objectivée dans la plupart des études ayant conclu à un effet bénéfique des pompes à venin.
Il n'existe par exemple pas de preuve à ce jour d'une utilité sur les morsures de serpent, plusieurs études ayant obtenu des résultats contradictoires sur des morsures simulées de crotale,,,,.
D'autre part, le principe physique d'aspiration du venin avancé par les fabricants et qui se baserait sur la formation d'un gradient de pression à la surface de la peau fait lui aussi l'objet d'une controverse. Lors d'une étude réalisée en 2004, lors de laquelle un venin factice marqué par un traceur radioactif est injecté chez des volontaires sains, l'utilisation de la pompe d'aspiration n'aurait pas permis d'aspirer le venin injecté. Le liquide observé refluant dans la pompe serait en réalité un mélange de liquide interstitiel et de sang.
Pour ces raisons, les techniques d'aspiration (p.ex. Aspivenin) sont fortement déconseillées par la direction générale de la sécurité civile en France ainsi que par la plupart des sociétés savantes en matière de premiers secours,,,.